# Rage Hard
Rage Hard ist ein Pop-/Rocksong von Frankie Goes to Hollywood, die fünfte Single der Band und die erste Single aus dem zweiten Studioalbum Liverpool. Sie wurde vorab am 25. August 1986 veröffentlicht. Musikalisch sind die Gitarren etwas dominanter als bei vorigen Stücken der Band.

## Hintergrund
Nach der Tour zu Welcome to the Pleasuredome reiste die Band in die Niederlande, um mit Produzent Stephen Lipson in den Wisseloord Studios (Hilversum) das Album Liverpool aufzunehmen. Rage Hard war die erste Single, die aus dem Album ausgekoppelt wurde, erstmals auch als CD und nicht mehr als Musikkassette. Der Titel (auf der 7"-Single Rage Hard (Rage, Rage)) wurde vom Gedicht Do not go gentle into that good night des walisischen Schriftstellers Dylan Thomas inspiriert.
Die originale B-Seite ist die Komposition (Don’t Lose What’s Left) of Your Little Mind. Hierbei imitierten Holly Johnson und Brian Nash den Graf Zahl aus der Kindersendung Sesamstraße (englisch: "Count of Count", Zitat: "Ha ha ha/I am the Count"), begleitet von Rülpsern und ähnlichen Geräuschen. Andere Single- oder Maxi-Versionen enthielten  Suffragette City von David Bowie (1972), zu Promotionszwecken passend umbenannt in SuffRAGEtte City. Zudem wurde auch ein Cover von Roadhouse Blues von The Doors verwendet.

## Remixversionen

### „slam blam“
Diese über 12 Minuten lange Version gleicht strukturell dem Muster bisheriger Remixversionen der Band. Vergleichbar mit der Komposition The Young Person’s Guide to the Orchestra von Benjamin Britten wird zunächst über siebeneinhalb Minuten die Entstehung eines Remix für eine Maxi-Single anhand einzelner musikalischer Elemente thematisiert, die von der australischen Schauspielerin, Psychologin, Fernsehmoderatorin und Autorin Pamela Stephenson als Einführung in „die seltsame Welt der 12-Inch“ kommentiert werden. Auf diesen Abschnitt folgt unmittelbar der eigentliche Titel in einer Version, die weitgehend der Singleversion entspricht.

## Rezeption
Rage Hard erreichte Platz vier der britischen Singlecharts sowie die Spitzenposition in Deutschland, Platz fünf in der Schweiz, Platz sieben in den Niederlanden, Platz zwölf  in Österreich, Platz 19 in Schweden und Platz 32 in Frankreich. In den deutschen Jahrescharts 1986 erreichte der Song Platz neun.
Chartplatzierungen
| ChartsChartplatzierungen     | Höchstplatzierung | Wochen |
| ---------------------------- | ----------------- | ------ |
| Deutschland (GfK)            | 1 (19 Wo.)        | 19     |
| Österreich (Ö3)              | 12 (16 Wo.)       | 16     |
| Schweiz (IFPI)               | 5 (12 Wo.)        | 12     |
| Vereinigtes Königreich (OCC) | 4 (7 Wo.)         | 7      |

Auszeichnungen für Musikverkäufe

| Land/Region                  | Auszeichnungen für Musikverkäufe (Land/Region, Auszeichnung, Verkäufe) | Verkäufe |
| ---------------------------- | ---------------------------------------------------------------------- | -------- |
| Vereinigtes Königreich (BPI) | Silber                                                                 | 250.000  |
| Insgesamt                    | 1× Silber ·                                                            | 250.000  |